# خوزه وال دل عمر
خوزه وال دل عمر (اسپانیایی: José Val del Omar‎؛ ‏ ۲۷ اکتبر ۱۹۰۴ – ۴ اوت ۱۹۸۲) کارگردان فیلم، عکاس و مخترع اهل اسپانیا بود.
او هم‌دورهٔ بزرگانی چون فدریکو گارسیا لورکا و ماریا زامبرانو بود که مجموعه آثارشان «عصر سیمین» علم و ادبیات اسپانیا را تشکیل می‌دهد.
از فیلم‌هایی که وی در آن‌ها نقش داشته‌است، می‌توان به «فیلم خانوادگی» اشاره نمود.